# إنريكو مارتينيز
إنريكو مارتينيز (بالإسبانية: Enrico Martínez)‏ هو مهندس مدني ومهندس إسباني، ولد في 1550، وتوفي في 1632 في المكسيك.